# Думбадзе, Евгений Васильевич
Евгений Васильевич Думбадзе (6 мая 1900, Красноводск — 27 июля 1941, Москва) — советский разведчик-невозвращенец.

## Биография
В 1918 году вступил в Рабоче-Крестьянскую Красную армию. Участвовал в Гражданской войне.
В 1919 году вступил в ВКП(б), членом которой являлся до 1924 года, когда был исключен из неё за оппозиционную деятельность.
С июня 1921 года служил в ЧК Грузии.
С 1925 года обучался в Ленинградском институте живых восточных языков имени А. С. Енукидзе.
С февраля 1928 года находился в научной командировке в Стамбуле, где был принят на работу в торговое представительство СССР. Со служебными обязанностями совмещал сотрудничество с ИНО ОГПУ, где ему предложили продолжить разведдеятельность во Франции. В июне 1928 года выехал в Париж, где открыто выступил против сотрудничества с большевиками.
Автор мемуаров «На службе Чека и Коминтерна», изданных в Париже в 1930 году.
29 марта 1941 года вернулся в СССР, где 4 апреля был арестован и 13 июля осуждён Военной коллегией Верховного суда к высшей мере наказания. Был расстрелян, похоронен в «Коммунарке». 
Посмертно реабилитирован 26 ноября 1996 года.

## Сочинения
- На службе Чека и Коминтерна / Со вступительной статьей В. Л. Бурцева и с предисловием Г. А. Соломона. — Париж, 1930. — 164 с.